# Herr, deine Augen sehen nach dem Glauben, BWV 102

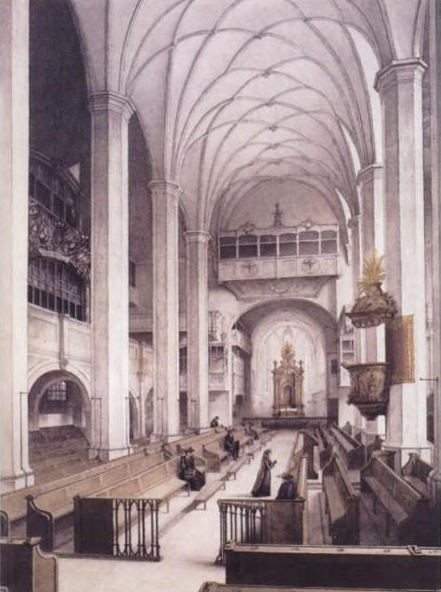
Thomaskirche, Leipzig.

Herr, deine Augen sehen nach dem Glauben, BWV 102 (en español, Señor, tus ojos buscan la fe), es una cantata de iglesia compuesta por Johann Sebastian Bach en Leipzig para el décimo domingo después de Trinidad y se presentó por primera vez el 25 de agosto de 1726.

## Historia y texto
Bach escribió la cantata del tercer ciclo anual en Leipzig para el décimo domingo después de Trinidad. Las lecturas prescritas para el domingo fueron de la Primera epístola a los corintios, diferentes dones, pero un solo espíritu (1 Corintios 12:1-11), y del Evangelio de Lucas, el anuncio de Jesús de la destrucción de Jerusalén y la limpieza del Templo (Lucas 19:41-48). El texto de la cantata solo están generalmente relacionadas con las lecturas, pidiéndole al alma que regrese inmediatamente a los caminos de Dios. Dos movimientos se basan en palabras de la Biblia, el coro de apertura en Jeremías 5:3 y el cuarto movimiento en Romanos 2:4-5. La cantata cierra con los versos sexto y séptimo del himno «So wahr ich lebe, spricht dein Gott» de Johann Heermann (1630), cantado en la melodía de «Vater unser im Himmelreich» de Martín Lutero, basado en el Padrenuestro. Las palabras de la poesía libre se han atribuido a diferentes autores: Charles Sanford Terry sugiere Christian Weiss Sr, Werner Neumann apunta a Christiana Mariana von Ziegler y Walther Blankenburg a Christoph Helm.
Bach interpretó por primera vez la cantata el 25 de agosto de 1726 y nuevamente alrededor de 1737.

## Partitura y estructura

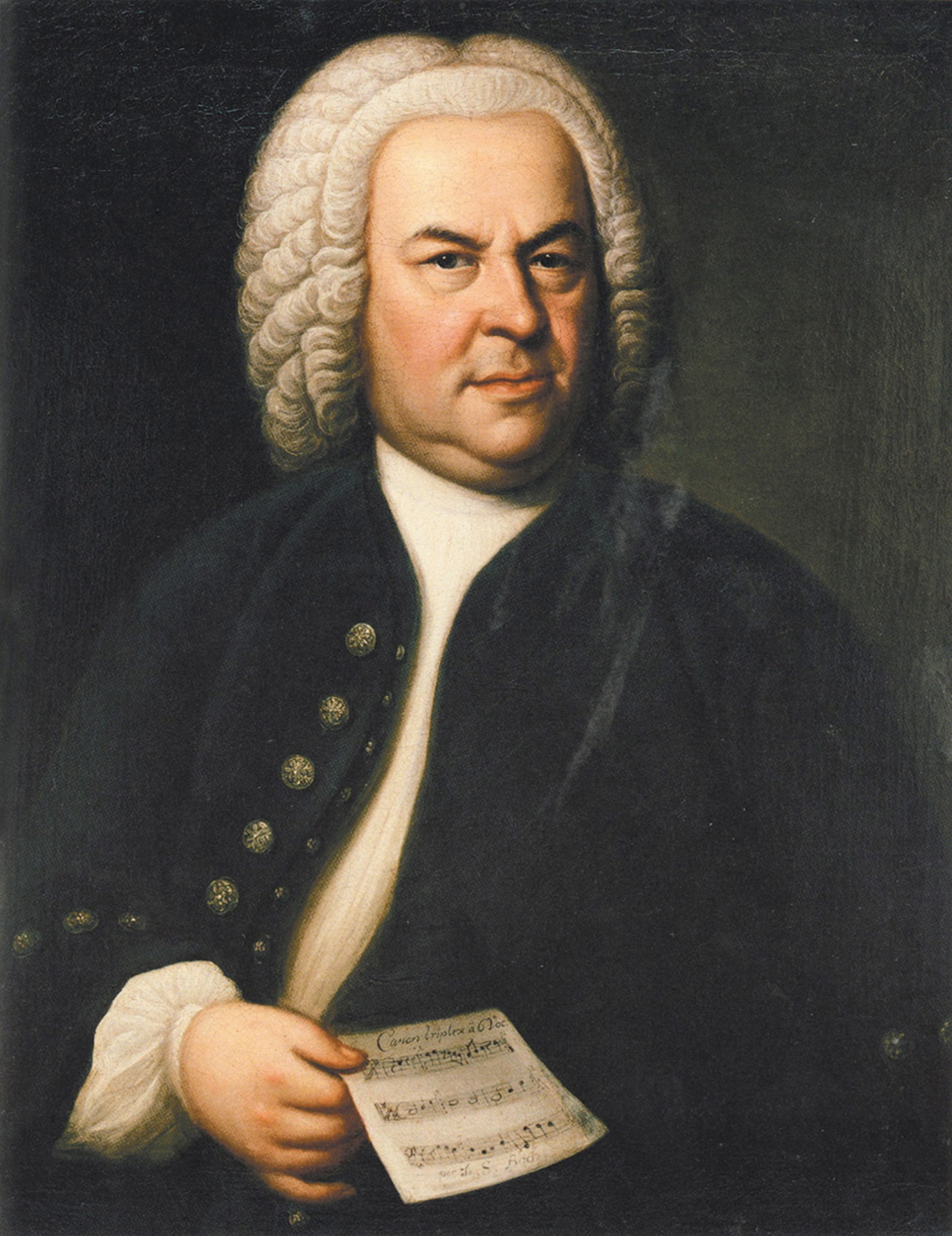
Johann Sebastian Bach, compositor de la cantata.

La cantata tien partitura para solistas de alto, tenor y bajo y un coro de cuatro partes, flauta travesera, dos oboes, dos violines, viola y bajo continuo. Los siete movimientos están estructurados en dos partes, la segunda parte se realiza después del sermón.
1. Coro: Herr, deine Augen sehen nach dem Glauben
2. Recitativo (bajo): Wo ist das Ebenbild, das Gott uns eingepräget
3. Aria (alto): Weh der Seele, die den Schaden nicht mehr kennt
4. Arioso (bajo): Verachtest du den Reichtum seiner Gnade

Parte seconda
1. Aria (tenor): Erschrecke doch, du allzu sichre Seele
2. Recitativo (alto): Beim Warten ist Gefahr
3. Coral: Heut lebst du, heut bekehre dich

## Música
El coro de apertura es un trabajo maduro que contiene una intrincada combinación de partes instrumentales y vocales y una variedad de dispositivos expresivos que representan las palabras. La sinfonía de apertura consta de dos partes que se repiten por separado y juntas durante todo el movimiento. Las palabras Herr, deine Augen se repiten tres veces. Bach usó la música para el «Kyrie» de su Misa en sol menor.
Los movimientos tercero y quinto se usan en la Misa en fa mayor. La voz de bajo en el cuarto movimiento, marcada arioso por el propio Bach, se trata de manera similar a la vox Christi, la voz de Jesús en las Pasiones y cantatas de Bach. La parte de bajo ha sido grabada por cantantes que no se especializan en música barroca, como Dietrich Fischer-Dieskau con el director Benjamin Britten en el Festival de Aldeburgh.

## Grabaciones
- Britten at Aldeburgh (BBC) – Bach: Cantatas 102 & 151, Benjamin Britten, Aldeburgh Festival Singers, English Chamber Orchestra, Janet Baker, Peter Pears, Dietrich Fischer-Dieskau, Decca 1965
- Die Bach Kantate Vol. 47, Helmuth Rilling, Gächinger Kantorei, Bach-Collegium Stuttgart, Eva Randová, Kurt Equiluz, Wolfgang Schöne, Hänssler 1972
- Les Grandes Cantates de J. S. Bach Vol. 27, Fritz Werner, Heinrich-Schütz-Chor Heilbronn, Württembergisches Kammerorchester Heilbronn, Barbara Scherler, Theo Altmeyer, Bruce Abel, Erato 1973
- Bach Cantatas Vol. 4 – Sundays after Trinity I, Karl Richter, Münchener Bach-Chor, Münchener Bach-Orchester, Julia Hamari, Peter Schreier, Dietrich Fischer-Dieskau, Archiv Produktion 1977
- J. S. Bach: Das Kantatenwerk – Sacred Cantatas Vol. 6, Nikolaus Harnoncourt, Tölzer Knabenchor, Concentus Musicus Wien, Paul Esswood, Kurt Equiluz, Philippe Huttenlocher, Teldec 1980
- Bach Cantatas Vol. 5: Rendsburg/Braunschweig, John Eliot Gardiner, Monteverdi Choir, English Baroque Soloists, Daniel Taylor, Christoph Genz, Gotthold Schwarz, Soli Deo Gloria 2000
- J. S. Bach: Complete Cantatas Vol. 11, Ton Koopman, Amsterdam Baroque Orchestra & Choir, Bogna Bartosz, James Gilchrist, Klaus Mertens, Antoine Marchand 2002
- J. S. Bach: Cantatas for the Complete Liturgical Year Vol. 3, Sigiswald Kuijken, La Petite Bande, Petra Noskaiová, Christoph Genz, Jan van der Crabben, Accent 2003
- J. S. Bach: Cantatas Vol. 46, Masaaki Suzuki, Bach Collegium Japan, Robin Blaze, Gerd Türk, Peter Kooy, BIS 2009
- J. S. Bach Lutheran Masses, Vol. 1. Harry Christophers, The Sixteen, Coro 2013. Esta grabación de la cantata se presentó con las Misas en sol menor, BWV 235 y fa mayor, BWV 233.